# لیبرالیسم دینی
لیبرالیزم دینی مفهومی از دین است (یا از یک دین خاص) که روی آزادی و عقلانیت شخصی و گروهی تأکید دارد و نگرشی است نسبت به دین خود شخص (در مقابل نقد دین از یک موقعیت سکولار و در مقابل نقد دین غیر از دین خود) که با رویکرد سنت‌گرا یا ارتدکس تضاد داشته و مستقیماً با گرایش‌های بنیادگرایی دینی مخالفت می‌کند. لیبرالیزم دینی با آزادی دینی مرتبط است، که عبارت است از تحمل عقاید و اعمال دینی مختلف، اما تمام ترویج کنندگان آزادی دینی طرفدار لیبرالیزم دینی نیستند و برعکس.

## بررسی اجمالی
در محتوای لیبرالیزم دینی، لیبرالیزم معنی لیبرالیزم کلاسیک را انتقال می‌دهد که در عصر روشنگری توسعه داده شده و نقطه آغاز لیبرالیزم دینی و سیاسی را شکل می‌دهد؛ اما لیبرالیزم دینی الزاماً با تمام معانی لیبرالیزم در فلسفه سیاسی منطبق نیست. به‌طور مثال، یک تلاش تجربی برای نشان دادن رابطه میان لیبرالیزم دینی و لیبرالیزم سیاسی در یک مطالعه سال ۱۹۷۳ در ایلینوی بی‌نتیجه بود.
کاربرد اصطلاح لیبرال در محتوای فلسفه دینی در اواسط قرن نوزدهم ظاهر شده و در اوایل قرن بیستم حالت تثبیت شده را به‌خود گرفت؛ به‌طور مثال، در سال ۱۹۳۶ میلادی، پروفیسور فلسفه و کشیش «مریدان مسیح» ادوارد اسکرینبر ایمز، در مقاله‌اش «لیبرالزم در دین» چنین نوشت:
اصطلاح «لیبرالیزم» به‌نظر می‌رسد یک کاربرد دینی پیدا می‌کند که به آن اهمیت روزافزون می‌دهد. این اصطلاح به شدت در تضاد با بنیادگرایی بوده و یک معنی بسیار عمیق‌تر نسبت به مدرنیزم افاده می‌کند. بنیادگرایی یک نگرش نسبتاً غیرانتقادی‌تری را توصیف می‌کند و در آن رسوم، سنت‌گرایی و استبداد غالب است. [...] شکی وجود ندارد که از دست‌دادن عقیده سنتی، بیشتر مردم را گیج و سردرگم گذاشته‌است. آن‌ها درمی‌آبند که صرفاً در هیجان یا در فرار از آزمان‌های ظریف شان، رضایت کافی وجود ندارد. آن‌ها به دنبال یک معنای عمیق‌تر و رهنمایی برای زندگی شان هستند. لیبرالیزم دینی، نه به‌حیث یک فرقه، بلکه بحیث یک نگرش و متود، در فعالیت‌های واقعی ساختن یک زندگی فردی و جمعی پرمعنی، به واقعیت‌های زنده روی می‌آورد.
سنت‌گرایان دینی، که این نظریه را که اصول مدرنیته باید تأثیراتی بالای سنت دینی داشته باشد را رد می‌کنند، مفهوم لیبرالیزم دینی را به چالش می‌کشند. سکولاریست‌هایی که این نظریه که تطبیق تفکر عقلانی یا انتقادی مجالی به دین نمی‌گذارد را رد می‌کنند، به این ترتیب لیبرالیزم دینی را مورد مناقشه قرار می‌دهند.

## در مسیحیت
«مسیحیت لیبرال» از عصر روشنگری در اواخر قرن هجدهم به بعد، اصطلاحی است که تحولات خاص در الهیات و فرهنگ مسیحیت را در بر می‌گیرد. این جریان عمدتاً در میان فرقه‌های اصلی مسیحی در جهان غرب به جریان اصلی تبدیل شده‌است، اما با جنبش بنیادگرایی مسیحی که در واکنش به این گرایش‌های توسعه یافته و در کل اوانجیلیسم، مخالفت می‌کند. هم‌چنین با اشکال محافظه کار مسیحیت خارج از جهان غرب و خارج از دسترسی فلسفه روشنگری و مدرنیزم، عمدتاً در مسیحیت شرقی، در تضاد است.
کلیسای کاتولیک به‌صورت خاص یک سنت طولانی بحث در مورد مسائل لیبرالیزم دینی دارد. کاردینال جان هنری نیومن (۱۸۰۱ – ۱۸۹۰ میلادی)، به‌طور مثال، بر اساس معیارهای قرن نوزدهم یک فرد لیبرال متوسط در نظر گرفته می‌شد چون او منتقد عصمت پاپی بود، اما او به وضوح با «لیبرالیزم در دین» مخالفت کرد چون به‌نظر او این امر منجر به نسبی‌گرایی کامل می‌شود.
جی. گرشام ماخن، پژوهشگر انجیلی محافظه کار پرسبیترینیسم، آنچه را که در کتاب خود، «مسیحیت و لیبرالیزم»، در سال ۱۹۲۳ «لیبرالیزم طبیعت‌گرا» می‌خواند، نقد کرد و در آن قصد داشت نشان دهد که «با جود کاربرد آزادانه عبارت‌شناسی سنتی، لیبرالیزم مدرن نه تنها یک دین متفاوت از مسیحیت است بلکه مربوط به یک کلاس کاملاً متفاوت ادیان نیز می‌باشد». سی. اس. لوئیس، مدافع مسیحی انگلیکان، در اواسط قرن بیستم دیدگاه مشابهی را بیان کرده و استدلال کرد که «الهی‌شناسی نوع لیبرال» به منزله ابداع مجدد کامل مسیحیت و رد مسیحیتی است که توسط بنیان‌گذاران آن درک شده بود.

## در یهودیت
اصلاح طلبان دینی آلمانی- یهودی از اوایل قرن نوزدهم آغاز به ادغام تفکر انتقادی و نظریه‌های اومانیستی در یهودیت کردند. این کار باعث خلق فرقه‌های مختلف غیر اورتودوکسی، از یهودیت محافظه‌کار نسبتاً لیبرال تا یهودیت اصلاحگرا بسیار لیبرال شد. جناح معتدل یهودیت ارتدکس مدرن، مخصوصاً اورتودوکس باز، از روی‌کرد مشابهی حمایت می‌کند.

## در اسلام
لیبرالیزم و ترقی‌گرایی در اسلام شامل مسلمانانی می‌شود که یک بدنه قابل توجهی از تفکر لیبرال را در مورد درک و عمل اسلامی ایجاد کرده‌اند. کار آن‌ها گاهی اوقات به‌حیث «اسلام مترقی» (الاسلام التقدمی) شناخته می‌شود؛ برخی از پژوهشگرانی مانند امید صافی، اسلام مترقی و اسلام لیبرال را دو جنبش متفاوت می‌داند.
متودولوژی‌های اسلام لیبرال یا مترقی بر تفسیر کتاب مقدس سنتی اسلامی (قرآن) و متون دیگر (مانند حدیث) استوار است، فرایندی که به آن اجتهاد می‌گویند. این می‌تواند از لیبرال اندک تا لیبرال‌ترین حالت باشد، که در آن تنها معنی قرآن وحی تلقی می‌شود. که افاده آن توسط کلمات کار محمد در زمان و شرایط خاص است.
مسلمانان لیبرال خودشان را در حال بازگشت به اصول اخلاقی امت اولیه و هدف کثرت‌گرایانه قرآن می‌دانند. آن‌ها خود را از برخی تفاسیر سنتی و کم‌تر لیبرال شریعت اسلامی فاصله می‌دهند چون آن را بر مبنای فرهنگ و بدون کاربرد جهانی می‌دانند. جنبش اصلاح طلب از توحید (مونوتئیسم) «به‌عنوان اصل سازمان‌دهنده جامعه بشری و مبنای دانش، تاریخ، متافیزیک، زیباشناسی و اخلاقیات دینی و هم‌چنین نظم اجتماعی، اقتصادی و جهانی» استفاده می‌کنند.
نوگرایی اسلامی به‌عنوان «اولین واکنش ایدئولوژی اسلامی به چالش فرهنگ غربی» توصیف شده است و تلاش می‌کند تا عقیده اسلامی را با ارزش‌های مدرن مانند ملی‌گرایی، دموکراسی، حقوق مدنی، عقلانیت، برابری و ترقی آشتی دهد. نوگرایی اسلامی «بررسی انتقادی دوباره مفاهیم و متودهای کلاسیک فقهی» و یک رویکرد جدید الهیات اسلامی و تفسیر قرآن را به نمایش گذاشت.
این اولین جنبش از چند جنبش اسلامی از جمله سکولاریسم، اسلام‌گرایی و سلفی بود که در اواسط قرن نوزدهم در واکنش به تغییرات سریع زمان، مخصوصاً هجوم متصور فرهنگ غربی و استعمار جهان اسلام، ظهور کرد. بنیان‌گذاران آن عبارتند از: محمد عبده، شیخ دانشگاه الازهر برای مدت کوتاه قبل از مرگش در سال ۱۹۰۵ میلادی، سید جمال‌الدین اسدآبادی و محمد رشید رضا (متوفی ۱۹۳۵ میلادی).
نوگرایان اولیه اسلامی (الافغانی و محمد عبده) از اصطلاح سلفیه برای اشاره به تلاش شان برای نوسازی اندیشه اسلامی استفاده می‌کردند. جنبش سلفیه اغلب در غرب به‌عنوان «مدرنیزم اسلامی» شناخته می‌شود، هرچند از آنچه که امروزه به نام جنبش سلفی شناخته می‌شود و معمولاً «ایدیولوژی‌های مانند وهابیزم» را نشان می‌دهد، بسیار متفاوت است. به گفته مالیس روتوین مدرنیزم اسلامی از بدو پیدایش، از هم‌دستی اصلاح‌طلبان اصلی آن با حاکمان سیکولار و «علمای رسمی» که «وظیفه آن‌ها مشروعیت بخشیدن» اعمال حاکمان از منظر دینی است، رنج می‌برد.
نمونه‌هایی از جنبش‌های لیبرال در اسلام عبارت اند از: مسلمانان مترقی بریتانیا (به تعقیب حملات تروریستی لندن در سال ۲۰۰۵ تشکیل شده و در سال ۲۰۱۲ منحل گردید)، مسلمانان بریتانیا برای دموکراسی سکولار (تشکیل شده در سال ۲۰۰۶)، یا مسلمانان برای ارزش‌های مترقی (تشکیل شده در سال ۲۰۰۷).